# Amarantine
Amarantine (englisch für: „unvergänglich“) ist das sechste Studioalbum der irischen Sängerin Enya. Es wurde am 18. November 2005 durch das Musiklabel EMI Music Publishing Ltd veröffentlicht. 2006 erschien die Amarantine Special Christmas Edition, die eine zweite CD mit vier weiteren Titeln enthält.

## Hintergrund
Das Wort „amarantine“ bedeutet „unvergänglich“, wird im Englischen allerdings vorwiegend als „amaranth“ oder „amaranthus“ geschrieben. „Amarantine“ ist in englischen Wörterbüchern nicht enthalten. Enya ließ sich hierzu vom griechischen Wort „amarantos“ inspirieren. Amarant ist eine Pflanzengattung, die aufgrund ihrer Anspruchslosigkeit nahezu überall wächst und im poetischen Sinne als Symbol für Unvergänglichkeit gedeutet wird.
Die Künstlerin selbst äußerte sich folgendermaßen hierzu:

„Wir haben das Album Amarantine genannt, weil der Titel Unvergänglichkeit ausdrückt. Viele Dichter benutzen dieses Wort, um eine unvergängliche Blume zu beschreiben, und ich liebe diese Idee. Wir haben zwei Jahre lang an diesem Album gearbeitet, und es ist ein aufregender Moment für mich, wenn am Ende alles zur Blüte kommt und die Menschen hören können, was wir in dieser Zeit getan haben.“

Die Lieder Less than a Pearl, The River Sings und Water Shows the Hidden Heart sind in der von Roma Ryan erfundenen Sprache „Loxian“ gesungen. Das Booklet enthält den Text in loxianischen – und entsprechend unlesbaren – Schriftzeichen sowie die englische Übersetzung. Das Lied Sumiregusa (Wild Violet) ist auf Japanisch gesungen. Der Text ist in lateinschriftlicher Transkription und als englische Übersetzung im Booklet enthalten.
Amarantine und It’s in the Rain wurden als Single veröffentlicht. Die zweite CD der 2006 erschienenen Weihnachtsausgabe enthält vier bislang unveröffentlichte Weihnachtslieder.

## Titelliste
1. Less Than a Pearl – 3:44
2. Amarantine – 3:13
3. It’s in the Rain – 4:08
4. If I Could Be Where You Are – 4:01
5. The River Sings – 2:49
6. Long Long Journey – 3:17
7. Sumiregusa – 4:42
8. Someone Said Goodbye – 4:02
9. A Moment Lost – 3:08
10. Drifting – 4:12
11. Amid the Falling Snow – 3:38
12. Water Shows the Hidden Heart – 04:39

Bonus-CD (Special Christmas Edition)
1. Adeste fideles
2. The Magic of the Night
3. We Wish You a Merry Christmas
4. Christmas Secrets

## Rezeption

### Preise
2007 gewann Enya mit Amarantine den Grammy für „das beste New-Age-Album“. Trotz dieser Erfolge bemängelten Kritiker die Einfallslosigkeit von Enyas Albenkonzepten, die immer wieder nach demselben Muster abliefen.

### Charts und Chartplatzierungen
| ChartsChartplatzierungen       | Höchstplatzierung | Wochen |
| ------------------------------ | ----------------- | ------ |
| Deutschland (GfK)              | 3 (30 Wo.)        | 30     |
| Irland (IRMA)                  | 15 (15 Wo.)       | 15     |
| Österreich (Ö3)                | 4 (26 Wo.)        | 26     |
| Schweiz (IFPI)                 | 3 (29 Wo.)        | 29     |
| Vereinigte Staaten (Billboard) | 6 (33 Wo.)        | 33     |
| Vereinigtes Königreich (OCC)   | 8 (18 Wo.)        | 18     |

| ChartsJahrescharts (2005)    | Platzierung |
| ---------------------------- | ----------- |
| Österreich (Ö3)              | 59          |
| Vereinigtes Königreich (OCC) | 69          |

| ChartsJahrescharts (2006)      | Platzierung |
| ------------------------------ | ----------- |
| Deutschland (GfK)              | 21          |
| Österreich (Ö3)                | 28          |
| Schweiz (IFPI)                 | 10          |
| Vereinigte Staaten (Billboard) | 35          |

### Auszeichnungen für Musikverkäufe
| Land/Region                  | Auszeichnungen für Musikverkäufe (Land/Region, Auszeichnung, Verkäufe) | Verkäufe    |
| ---------------------------- | ---------------------------------------------------------------------- | ----------- |
| Argentinien (CAPIF)          | Gold                                                                   | 20.000      |
| Australien (ARIA)            | Platin                                                                 | 70.000      |
| Belgien (BRMA)               | Platin                                                                 | 50.000      |
| Brasilien (PMB)              | Gold                                                                   | 50.000      |
| Dänemark (IFPI)              | Gold                                                                   | 20.000      |
| Deutschland (BVMI)           | 2× Platin                                                              | 400.000     |
| Europa (IFPI)                | Platin                                                                 | (1.000.000) |
| Frankreich (SNEP)            | Platin                                                                 | 200.000     |
| Irland (IRMA)                | Platin                                                                 | 15.000      |
| Japan (RIAJ)                 | 2× Platin                                                              | 500.000     |
| Mexiko (AMPROFON)            | Gold                                                                   | 50.000      |
| Neuseeland (RMNZ)            | Platin                                                                 | 15.000      |
| Niederlande (NVPI)           | Gold                                                                   | 40.000      |
| Polen (ZPAV)                 | Gold                                                                   | 10.000      |
| Portugal (AFP)               | Platin                                                                 | 20.000      |
| Schweden (IFPI)              | Gold                                                                   | 30.000      |
| Schweiz (IFPI)               | 2× Platin                                                              | 80.000      |
| Spanien (Promusicae)         | Platin                                                                 | 80.000      |
| Ungarn (MAHASZ)              | Gold                                                                   | 5.000       |
| Vereinigte Staaten (RIAA)    | Platin                                                                 | 1.000.000   |
| Vereinigtes Königreich (BPI) | Platin (Reprise) · + Silber (Warner Records)                           | 360.000     |
| Insgesamt                    | 1× Silber · 8× Gold · 16× Platin ·                                     | 3.095.000   |

Hauptartikel: Enya/Auszeichnungen für Musikverkäufe